# Motilleja
Motilleja es un municipio español situado al sureste de la península ibérica, en la provincia de Albacete, dentro de la comunidad autónoma de Castilla-La Mancha.

## Geografía
Integrado en la comarca de La Manchuela, se sitúa a 27 kilómetros de la capital provincial. El término municipal está atravesado por la carretera nacional N-322, entre los pK 374 y 377, por la carretera autonómica CM-3222, que conecta con Madrigueras, y por una carretera local que permite la comunicación con Villar de Pozo Rubio, una pedanía de Albacete. 
El relieve del municipio es prácticamente llano, ocupando el espacio entre los ríos Valdemembra y Júcar. La altitud oscila entre los 690 metros al norte y los 610 metros al sureste, a orillas del río Júcar, que marca el límite con el municipio de Albacete. El pueblo se alza a 670 metros sobre el nivel del mar. 
| Noroeste: Madrigueras | Norte: Madrigueras y Mahora | Nordeste: Mahora |
| Oeste: Madrigueras    |                             | Este: Mahora     |
| Suroeste: Albacete    | Sur: Albacete               | Sureste: Mahora  |

## Geografía humana

### Demografía
Cuenta con una población de 668 habitantes (INE 2024).
| Gráfica de evolución demográfica de Motilleja entre 1842 y 2021                                                       |
| |
| Población de derecho según los censos de población del INE. Población de hecho según los censos de población del INE. |

### Economía

#### Evolución de la deuda viva
El concepto de deuda viva contempla sólo las deudas con cajas y bancos relativas a créditos financieros, valores de renta fija y préstamos o créditos transferidos a terceros, excluyéndose, por tanto, la deuda comercial.
| Gráfica de evolución de la deuda viva del ayuntamiento entre 2008 y 2014                             |
| |
| Deuda viva del ayuntamiento en miles de Euros según datos del Ministerio de Hacienda y Ad. Públicas. |

La deuda viva municipal por habitante en 2014 ascendía a 1.283,17 €.

## Fauna y Flora
Se encuentra a menos de 2 km el río Júcar y es conocido por su gran variedad de fauna y flora. También destaca en la fauna acuática de este río su gran cantidad de ejemplares de cangrejo americano.
Es importante destacar el paraje de Cuasiermas.

## Patrimonio
- La iglesia parroquial es de estilo barroco y, con su gran torre, se impone en el llano motillejano. Se terminó de construir en 1787 y mantiene su advocación a Santa Ana, patrona de la localidad.

- A los pies de la iglesia se encuentra la Plaza Mayor, pequeña y coqueta, de urbanismo cerrado y con un antiguo reloj de sol.

- Las calles de la población son largas y rectas de marcado carácter manchego.

- Cuenta con una de las pocas agrupaciones tradicionales que mantienen la transmisión de la música, el canto y el baile tradicional, organizada alrededor de lo que se conoce como La Ronda de Motilleja

## Artesanía
La artesanía más destacada de Motilleja es el encaje de bolillos que elaboran con esmero muchas mujeres de la población.

## Fiestas
Las fiestas más importantes son: 
- Las fiestas patronales en honor a Santa Ana, en las últimas semanas de julio.
- La Ofrenda de flores a la Patrona durante el dia de Santiago, con Baile y cantos tradicionales a cargo de la Ronda de Motilleja.
- Los mayos, con cantos populares en la iglesia y calles del pueblo, en la noche del 30 de abril.
- San Isidro, patrón de los agricultores, el día 15 de mayo.
- El período de la Navidad, con rondas de aguilandos por las casas del pueblo.